# إريك الأحمر
إريكُ ثورفالدسون المعروف باسم إريك الأحمر (حوالي 950 - 1003)، مستكشف نورسي، وُصِف في مصادر الملحمة الأيسلندية في العصور الوسطى بأنه أسس أول مستوطنة أوروبية في جرينلاند. على الأرجح حصل على لقب "الأحمر" بسبب لون شعره ولحيته. وفقًا للملحمة الايسلندية فقد وُلد في منطقة جيرين في روغالاند بالنرويج ، وكان إبن ثورفالد أسفالدسون.
أحد أبناء إريك هو المستكشف الآيسلندي المعروف ليف إريكسون.

## النشأة
وُلِدَ إريك في جارين جنوبي النرويج ، وعندما كان في العاشرة من عمره، اعتُبِر والده ثروفلادسون خارجا عن القانون بسبب ارتكابه جرائم قتل، فانتقل الابن مع والده إلى أيسلندا.

## إكتشافاته

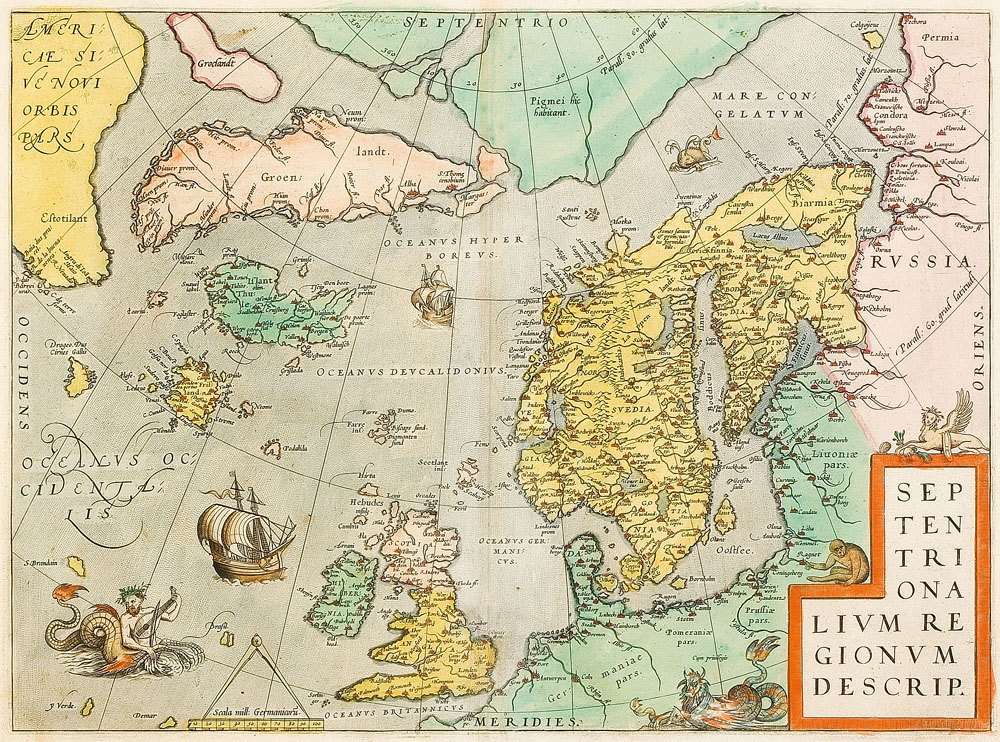
المناطق الشمالية، وصفها أبراهام أورتيوس حوالي عام 1570 (خريطة شمال الأطلسي، بريطانيا، أيرلندا، الدول الاسكندنافية، أيسلندا وجرينلاند)

بعد وفاة والده، تورط إريك في جرائم قتل نُفي على أثرها من أيسلندا لثلاث سنوات. وأثناء نفيه استكشف المياه في غربي أيسلندا بحثًا عن موقع الأرض الذي كان النرويجي غنبجرن يلفوسون قد أشار إليه في القرن العاشر الميلادي. وصل إريك إلى الساحل الشرقي لما يعرف اليوم بجرينلاند، وتابع رحلته نحو الرأس الجنوبي للساحل الغربي، حيث أمضى بقية فترة نفيه هناك، ثم عاد إلى أيسلندا. وقد أطلق إريك على الأرض الجديدة اسم جرينلاند ليجذب الناس إليها. وفي عام 985م، أبحر إريك ومعه 25 سفينة من المستعمرين إلى جرينلاند، إلا أن أربعة عشر مركبًا منها فقط أنهت الرحلة كاملة. وقد أنشئت مستعمرتان قطنهما نحو 450 شخصًا، وهما المستعمرة الشرقية على الساحل الجنوبي الغربي، والمستعمرة الغربية على بعد 480كم إلى الشمال، واستقر إريك في المستعمرة الشرقية في براتهليد قرب ما يعرف اليوم بجوليانيهب، وكان زعيم المستعمرتين، وزرع المستعمرون الأراضي ورعوا الماشية والخنازير والأغنام، وقاموا بصيد الدببة وحيوانات الرنة والقطط وحيوانات أخرى.

## محاولة أكتشاف أمريكا
يعتبر أريك من أوائل من خططوا للسفر بحثا عن أراضي غرب القارة الأوربية حيث خطط لقيادة حملة إلى الغرب من جرينلاند، للبحث عن أراضٍ جديدة. ولكنه تراجع عن القيام بالرحلة بعد أن سقط عن حصانه وهو في طريقه إلى السفينة، حيث خشي أن يكون هذا نذير شؤم،وفي حوالي سنة 1000م، قاد أحد أولاده الثلاثة، وهو ليف إريكسون، مايرجَّح أن تكون أول رحلة إلى أمريكا الشمالية.